# Przekop Mieleński

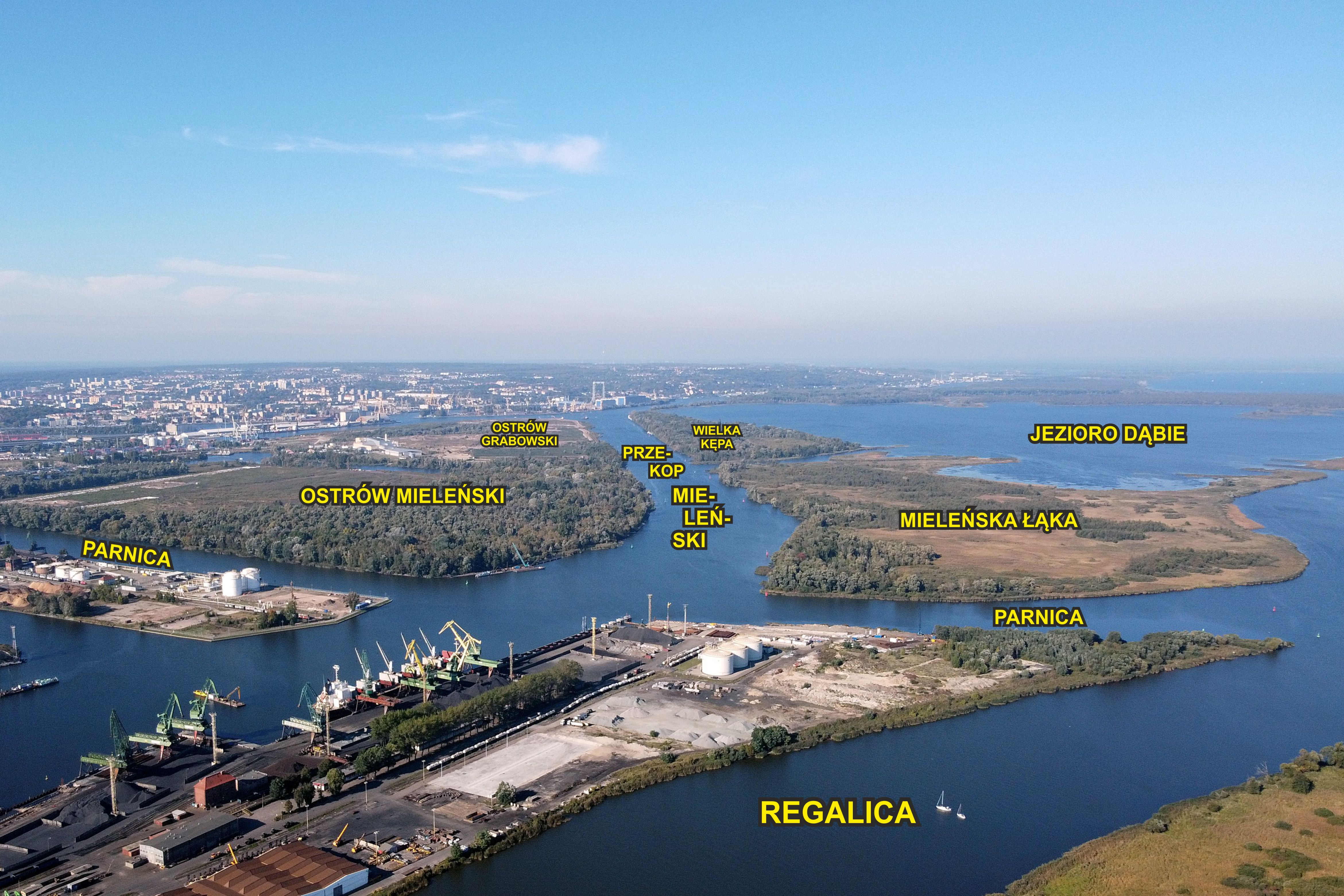
Przekop Mieleński - widok od strony południowej (zdjęcie z objaśnieniami)

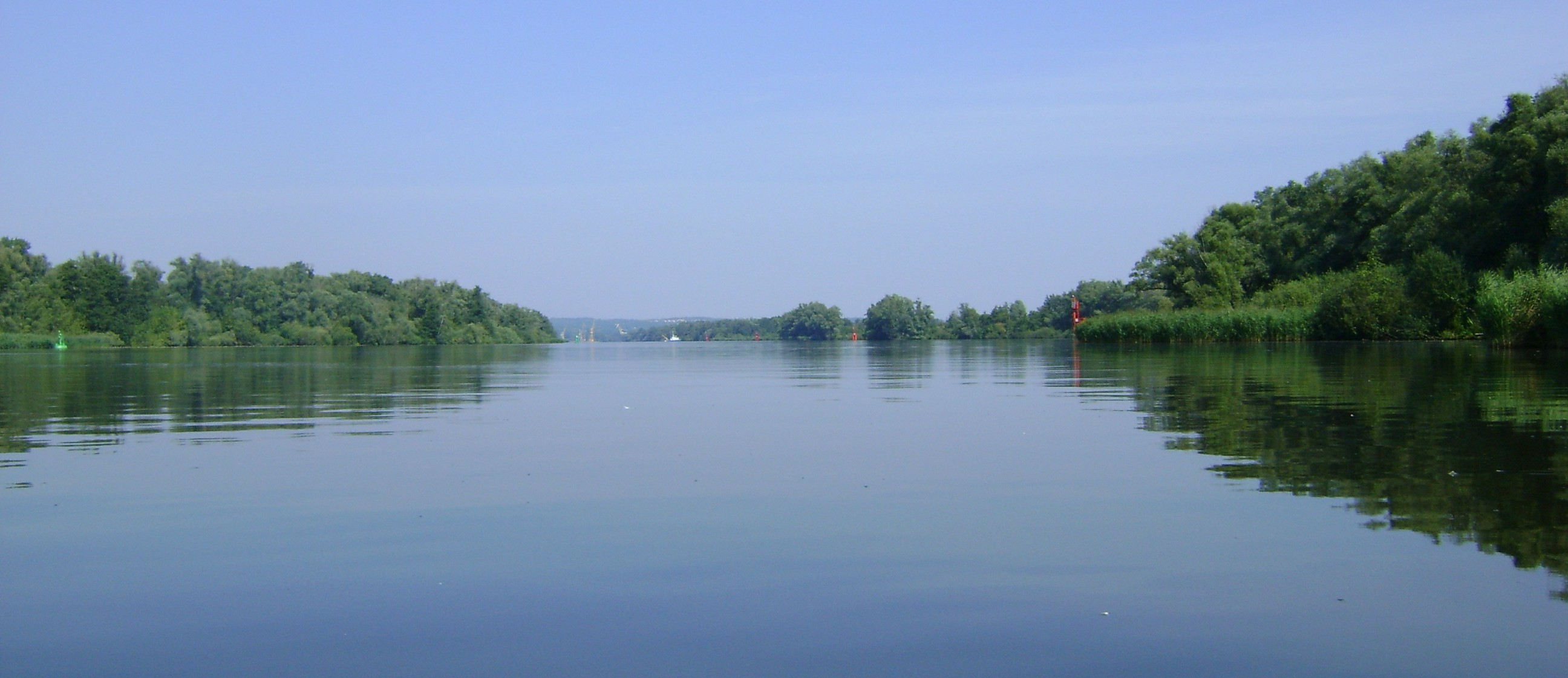
Przekop Mieleński (widok w kierunku północnym z przecięcia z Parnicą)

Przekop Mieleński (do 1945 niem. Mölln Fahrt, w l. 1945-49 Nowy Przekop) – kanał wodny w Szczecinie w Dolinie Dolnej Odry na Międzyodrzu, w woj. zachodniopomorskim. Jest częścią akwatorium portu morskiego w Szczecinie. 
Prowadzi od Odry do północnego brzegu Parnicy. Przekop Mieleński jest żeglownym kanałem o długości około 5 km i głębokości 10,5 m. Północny odcinek kanału ma długość około 1500 m i szerokość 90 m a jego oś przebiega w kierunku 190º-010º. 
Na wysokości Orlego Przesmyku i nabrzeża Gnieźnieńskiego naprzeciw północnego cypla wyspy Ostrów Grabowski z Przekopem Mieleńskim łączy się Kanałem Grabowskim, który z kolei łączy go od zachodniej strony z Odrą. Południowy odcinek Przekopu Mieleńskiego prowadzi w kierunku południowo-wschodnim do Basenu Górniczego i Parnicy.
Nazwę Przekop Mieleński wprowadzono urzędowo w 1949 roku, zmieniając niemiecką nazwę Mölln Fahrt.